# Кромской сельсовет
Кромско́й сельсове́т — упразднённая административно-территориальная единица, существовавшая в составе Фатежского района Курской области до 2010 года.
Административным центром была деревня Кромская.

## География
Располагался на юге района. Являлся самым южным сельсоветом Фатежского района. Граничил с Октябрьским, Курским и Курчатовским районами. Главным водотоком сельсовета была река Грязная Рудка.

## История
Образован в первые годы советской власти. В 1924—1928 годах входил в состав Алисовской волости Курского уезда. С 1928 года в составе Фатежского района. 14 июня 1954 года к Кромскому сельсовету был присоединён Сдобниковский сельсовет. 25 января 1962 года к Кромскому сельсовету был присоединён Колычевский сельсовет. 22 октября 1965 года были упразднены, существовавшие на территории сельсовета хутора Костомаровский, Литвиновский, Малиновый и Явленный. 19 октября 1989 года из части территории Кромского сельсовета был восстановлен Колычевский сельсовет.
Статус и границы сельсовета установлены Законом Курской области от 21 октября 2004 года № 48-ЗКО «О муниципальных образованиях Курской области». Законом Курской области от 26 апреля 2010 года № 26-ЗКО Кромской сельсовет был упразднён путём присоединения к Большежировскому сельсовету.

## Населённые пункты
На момент упразднения в состав сельсовета входило 16 населённых пунктов:
| №  | Населённый пункт  | Тип населённого пункта    |
| -- | ----------------- | ------------------------- |
| 1  | Кромская          | деревня, администр. центр |
| 2  | Амелин            | хутор                     |
| 3  | Волна Революции   | хутор                     |
| 4  | Головачи          | деревня                   |
| 5  | Головинка         | деревня                   |
| 6  | Кореневка         | хутор                     |
| 7  | Костина           | хутор                     |
| 8  | Ленина            | хутор                     |
| 9  | Мармыжи           | деревня                   |
| 10 | Мелешинка         | хутор                     |
| 11 | Новое Сдобниково  | село                      |
| 12 | Старое Сдобниково | посёлок                   |
| 13 | Хворостово        | деревня                   |
| 14 | Хлынино           | деревня                   |
| 15 | Хмельной          | хутор                     |
| 16 | Чибисовка         | хутор                     |

## Председатели
Список неполный:
- Широбоков, Сергей Тимофеевич (начало 1920-х годов)
- Зиновьев, Михаил Иванович (середина 1920-х годов)
- Детушев Павел Иванович
- Ерёмин
- Зиновьев, М. Г.
- Колоколов, Григорий Ефимович
- Феоктистов, Митрофан Сергеевич
- Костин, Пётр Алексеевич
- Уваров, Виктор Афанасьевич
- Горбунов, Иван Федорович
- Жуков, Александр Федосеевич
- Стрельцов, Николай Викторович
- Щетинин, Анатолий Пантелеймонович
- Кореневский, Юрий Иванович
- Кореневский, Владимир Иванович